# Centrochir
Centrochir is een monotypisch geslacht van straalvinnige vissen uit de familie van de doornmeervallen (Doradidae).

## Soort
- Centrochir crocodili (Humboldt, 1821)